# Освея (озеро)
Осве́я (біл. Асвея) або Осве́йське озеро — озеро в Верхньодвінському районі Вітебської області Білорусі.

## Географія
Розташоване на території Республіканського ландшафтного заказнику «Освейський». Стік через канал Дегтярьовка в озеро Лісно. На березі озера розташоване селище міського типу Освея.
Освейськоє озеро за розміром займає друге місце в Білорусі (після озера Нароч), його площа, разом з островом, становить 52,8 км². Максимальна глибина — 7,5 м, середня ж ― 2 м. Довжина озера — 11,4 км, ширина — 7,8 км. Довжина берегової лінії 33,4 км. Мінералізація води до 200—250 міліграма/л, прозорість 2,5 м. Знаходиться на висоті 129,8 м над рівнем моря. Водозбір 259 км². У повені до 2 км² узбережжя заливається водою, ширина розливу в західній частині до 1,3 км.

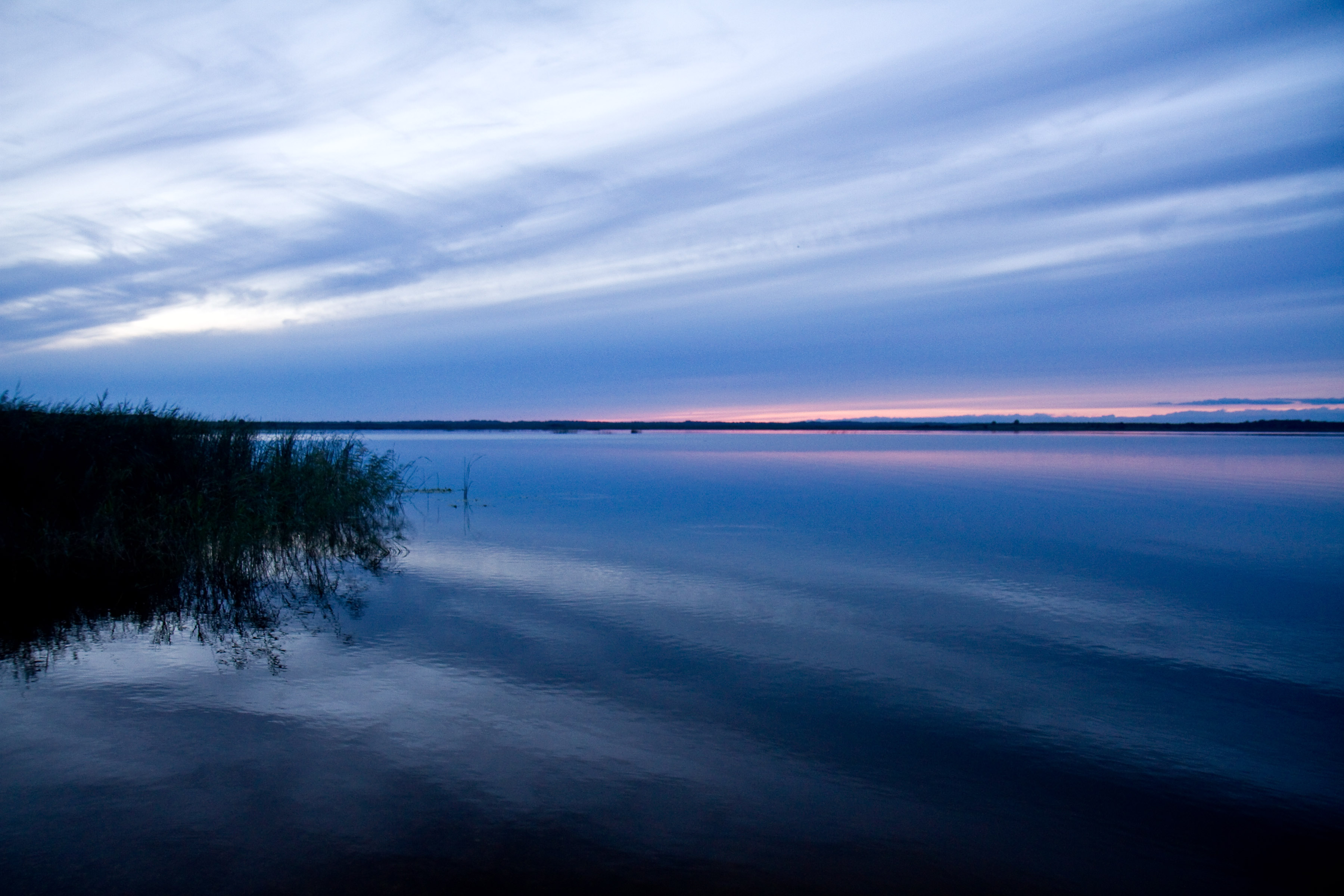
Освейське озеро

Улоговина загатного типу. Дно мулисте, біля північно-східного берега мулисто-піщане. Поклади сапропеля. Схили — пагорби і гряди заввишки до 10―30 м, покриті лісом, частково розорані. На заході до озера примикає Освейське болото. Береги низькі, торф'янисто-піщані, під болотяним різнотрав'ям і чагарниками, на півдні майже збігаються зі схилами. Заростає 40 % площі озера. Це велике евтрофне озеро, що характеризується великою кількістю живильних і біогенних речовин і високим розвитком фітопланктону влітку.
Впадає річка Видранка, стік через канал Дегтярьовка до озера Лісно на річці Свольна. У західній частині Освейського озера знаходиться острів площею 4,85 км², заввишки до 162 м.
Озеро багате рибою. Водиться лящ, судак, щука, карась, минь, короп і інші. Живуть ондатри і бобри. Місце масового гніздування птахів, зокрема що охороняються (лебідь-шипун, малий мартин).
На озері ведуться гідрологічні спостереження. Навколо озера розташовані археологічні пам'ятники: біля села Чапаєвський і села Урагово городища, біля села Суколі — курганний могильник. Озеро, по критеріях Рамсарськой конвенції, визнано угіддям міжнародного значення. Зараз білоруські учені розробляють заходи по порятунку Освейського озера. В результаті осушення боліт навколо озера з водоймища практично зникла риба, птахи, які мешкали навколо озера, а також рослинність. На первинному етапі планується перекрити водні канали, по яких з озера йде вода, а потім почати зарибнення водоймища ― планується запустити аборигенні види риб (лящ, в'язь).